# 施塔尔
施塔尔是奥地利克恩顿州德劳河畔施皮塔尔县的一个市镇。总面积96.41平方公里，总人口1763人，人口密度18.3人/平方公里（2005年）。